# Okrug Torrance, Novi Meksiko
| Torrance                                                   |                                  |
| Zemljovid Novog Meksika s označenim okrugom Torranceom.    |                                  |
| Zemljovid SAD s označenom saveznom državom Novim Meksikom. |                                  |
| Osnovan:                                                   | 16. ožujka 1903.                 |
| Sjedište:                                                  | Estancia                         |
| Najveće naselje:                                           | Moriarty                         |
| Površina:                                                  | 8.666 km2                        |
| Br. stanovnika (2010.):                                    | 16.383                           |
| Kongresni okrug:                                           | 1.                               |
| Vremenska zona:                                            | Stjenjačko vrijeme: UTC-7/-6     |
| Službene stranice:                                         | http://www.torrancecountynm.org/ |

Torrance je okrug u američkoj saveznoj državi Novom Meksiku.

## Stanovništvo
Prema popisu stanovništva 2010., stanovnici su 76,1% bijelci, 1,3% "crnci ili afroamerikanci", 2,3% "američki Indijanci i aljaskanski domorodci", 0,4% Azijci, 0,0% Havajci ili tihooceanski otočani, 4,3% dviju ili više rasa, 15,6% ostalih rasa. Hispanoamerikanaca i Latinoamerikanaca svih rasa bilo je 39,1%.

## Vanjske poveznice
- Postal History Poštanski uredi u okrugu Torranceu, Novi Meksiko